# Gemeinsame Forschungsstelle
Die Gemeinsame Forschungsstelle (GFS)/Joint Research Centre (JRC) ist eine der Generaldirektionen (Directorate General) der Europäischen Kommission. Sie ist seit dem Arbeitsbeginn der Kommission Juncker dem Kommissar für Bildung und Kultur zugeordnet.

## Aufgabenbereich und Agenden
Die GFS/JRC ist eine Großforschungseinrichtung, deren Ursprung die Nuklearforschung war. Mittlerweile ist sie überwiegend in nicht-nuklearen Bereichen aktiv und ähnelt insofern den Forschungszentren Jülich und Karlsruhe. Sie unterstützt die europäische Politik durch technisch-wissenschaftliche Dienstleistungen. Dieser Auftrag sowie ihre Einbettung in den öffentlichen Dienst lässt sie eher einer deutschen Bundesforschungsanstalt gleichen. Ihre Einrichtungen sind auf Standorte in mehreren Mitgliedsländern verteilt, ähnlich zum Beispiel den verschiedenen Institute der Fraunhofer-Gesellschaft in den deutschen Bundesländern. Ihr Sitz ist am Sitz der Europäischen Kommission in Brüssel (Belgien). Sie zeichnet sich gegenüber mehr oder weniger vergleichbaren Einrichtungen in den Mitgliedsländern der Union dadurch aus, dass sie wissenschaftliche Beratung und technische Dienstleistung anbietet, die nicht mit einem Mitgliedsland identifiziert wird. Wo immer es darum geht, zu einer gemeinsamen Lösung zu finden, erweist sich diese empfundene Neutralität als wichtig.
Die Tätigkeitsschwerpunkte der GFS dienen hauptsächlich dem Umwelt- und Gesundheitsschutz. Die Unterstützung der Politik durch wissenschaftliche Dienstleistung drückt sich etwa dadurch aus, dass sie aufgrund ihrer Forschungsarbeit bei der Festlegung von Qualitätsmerkmalen und Kontrollmethoden für Lebensmittel, zum Beispiel Wein, aus verschiedenen Möglichkeiten eine von allen Mitgliedsländern akzeptierte ausarbeiten kann (Politikformulierung). Technische Dienstleistungen unterstützen die Politikdurchführung etwa dadurch, dass ein Dienst vorgehalten wird, bei dem im Falle eines Nuklearunfalles, wie in Tschernobyl, die unterschiedlichen Umweltdaten aus den Mitgliedsländern zusammengeführt, in eine für alle vergleichbare Darstellung übertragen und dann den Mitgliedsländern als Entscheidungshilfe zur Verfügung gestellt werden. Es gibt viele Beispiele ähnlicher Aktivitäten, die durch die nachfolgende Beschreibung des Aufbaus der GFS nur angedeutet werden können. Die Jahresberichte der GFS spiegeln die vielfältigen Themengebiete im Einzelnen wider.
Die Arbeiten der GFS nützen somit überwiegend der Politik der Europäischen Union. In welchen Politikbereichen und Themengebieten dies geschehen soll, wird dabei in den Forschungsprogrammen der Union festgelegt. Die Aufgaben und Forschungsgebiete der GFS verändern sich somit den Veränderungen der politisch vorrangigen Themen auf der Ebene der Union entsprechend. Grundsätzlich dienen ihre Arbeiten der Bereicherung des allgemeinen, weltweiten Wissensstandes auf ihren Forschungsgebieten. Hierzu dient die Verbreitung ihrer Forschungsergebnisse in der wissenschaftlichen Gemeinschaft, wie bei jeder zivilen Forschungseinrichtung. Die Zusammenarbeit in Forschungsprojekten mit Universitäten, Forschungszentren und Unternehmen trägt zu beiden Aspekten bei.

## Aufbau und Standorte
In der GFS/JRC kommen Forscher und Techniker vielfältiger wissenschaftlicher Disziplinen zusammen: Chemiker, Informatiker, Ingenieure, Geographen, Wirtschaftswissenschaftler u. v. m. Um die politischen Aufgabenstellungen zu erledigen, also problemorientiert forschen zu können, müssen Forscher der verschiedensten Disziplinen ihren jeweils spezifischen Beitrag liefern können. Die Organisation der GFS muss mithin auch ermöglichen, dass diese ihre fachliche Kompetenz so gut wie möglich zu den jeweiligen Themen kombinieren und sich dabei den sich wandelnden politisch vorgegebenen Aufgabengebieten anpassen lässt.
Die Tätigkeitsbereiche der GFS lassen sich in grobe Themengebiete aufteilen, die sich in den Instituten widerspiegeln. Die angeführten Abkürzungen entsprechen den englischen Namensvarianten. Die Institute sich auf mehrere Forschungsanstalten verteilt, die nach dem Institutsnamen angegeben sind.
- JRC Karlsruhe  [ehemals das Institut für Transurane (ITU)], Eggenstein-Leopoldshafen bei Karlsruhe (Deutschland)
In der Reaktorsicherheit ebenso wie der medizinischen Anwendung radioaktiver Substanzen sind die Eigenschaften radioaktiver Elemente, die schwerer als Uran sind (Transurane oder Actinoide), sowie ihre Wirkung auf die sie umgebenden Materialien wichtig, womit sich das JRC Karlsruhe beschäftigt.
- Institut für Referenzmaterialien und Messungen (IRMM), Geel (Belgien)
Die europaweit gleiche Bestimmung radioaktiver Substanzen benötigt ein gemeinsames Messsystem, dessen verschiedene Elemente vom IRMM (weiter-)entwickelt werden.
- Institut für Energie (IE), Petten (Niederlande)
Gewisse Aspekte der Sicherheit neuer Kernreaktortypen sowie Testverfahren für Brennstoffzellen sind Beiträge des IE zur Energieversorgung der Union.
- Institut für Umwelt und Nachhaltigkeit (IES), Ispra (Italien)
Das Institut beschäftigt sich mit Methoden der Erfassung von Umweltverschmutzung und ihrer Auswirkung auf Mensch und Natur, wie etwa auf Wasser oder Klima. Hierbei kommen unter anderem chemische Verfahren und satellitengestützte Fernerkundung zur Anwendung.
- Institut für Gesundheit und Verbraucherschutz (IHCP), Ispra (Italien)
Die Untersuchung der Auswirkung industrieller Substanzen auf die Gesundheit und Methoden zur Sicherstellung der Lebensmittelqualität stehen im Zentrum seiner Aktivitäten.
- Institut für Schutz und Sicherheit des Bürgers (IPSC), Ispra (Italien)
Weltweit eingesetzte Methoden der Nuklearsicherheit und Missbrauchsvermeidung sind die traditionelle Spezialität des Institutes. 
Verschiedene informationstechnische Anwendungen zur Kontrolle der Einhaltung von Gesetzen wie Fischfangquoten oder Pflanzenanbau.
- Institut für technologische Zukunftsforschung (IPTS), Sevilla (Spanien)
Um technologiebezogene Politikmaßnahmen vorausschauender gestalten zu können, sind Studien des zu den Bedingungen, unter denen sich Technologien positiv entwickeln können, hilfreich.

Zu den wissenschaftlichen Einrichtungen kommt noch die Zentralverwaltung an ihrem Sitz in Brüssel (Belgien) hinzu.

## Beziehungen zu Unternehmen, Lehreinrichtungen und Öffentlichkeit
Wie an alle Forschungszentren werden seit geraumer Zeit auch an die GFS andere Erwartungen geknüpft als Forschung zu betreiben und deren Ergebnisse bekannt zu machen.
Die Hauptforderung an die GFS bezieht sich in diesem Zusammenhang auf die Verwertung ihres Wissens in der Wirtschaft. Neben der Teilnahme in Forschungsprojekten mit Industriebeteiligung und der Aufnahme industrieller Gastwissenschaftler gehört hierzu traditionell die Lizenzierung von Patenten. Die Auftragsforschung für Unternehmen in den Tätigkeitsbereichen der GFS wird ebenso ermöglicht, wie eine gewisse Unterstützung zu Unternehmensneugründungen geleistet wird.
Die Verknüpfung von Forschung und Lehre an Universitäten hat in vielen Ländern eine lange Tradition. Eine vermehrte Einbindung von Forschungseinrichtungen außerhalb der Universitäten ist eine jüngere Entwicklung. Persönliche Beziehungen der Wissenschaftler zu Universitäten oder anderen Hochschulen bilden hierbei das Grundgerüst. Neben Aufenthalten von Studenten im Rahmen ihrer Projektarbeit oder von Doktoranden (siehe unten) werden vereinzelt auch Gastlehrveranstaltungen gehalten.
Neben der für Forschungszentren heute üblichen Öffentlichkeitsarbeit über die gängigen Medien, veranstalten die Forschungsanstalten auch Tage der offenen Tür. Je nach Aktivität an den einzelnen Anstalten können Besuchergruppen auch außerhalb dieser Tage Zugang finden, zumal fachlich bezogene Gruppen und Schulgruppen, als Teil der Popularisierung von Wissenschaft unter Schülerinnen und Schülern.

## Finanzierung
Die GFS erhält ihre Mittel weit überwiegend in Form der sogenannten direkten Aktionen der Rahmenprogramme für Forschung und technologische Entwicklung der Europäischen Union. Diese finanzieren die Basisforschung in den politisch vorrangigen Themen. Hinzu kommen „Drittmittel“, welche eingeworben werden müssen. In den letzten Jahren hat sich erwiesen, dass der Großteil dieser Mittel aus der Teilnahme als Partner in Projekten der sogenannten indirekten Aktionen des Rahmenprogrammes sowie auszuhandelnder Dienstleistungen für andere Teile der Europäischen Kommission besteht. Auftragsforschung für industrielle und öffentliche Auftraggeber aus den Mitgliedsländern machen einen weiteren Teil aus.
Etwas über die Hälfte des wissenschaftlichen wie des Unterstützungspersonals ist festangestellt. Zeitverträge unterschiedlicher Art und Dauer ermöglichen mit einem Drittel eine gewisse Flexibilität. Hinzu kommen die von den Mitgliedstaaten abgeordneten Mitarbeiter, sowie Beiträge von Gastwissenschaftlern, Doktoranden und Studierenden (Stipendiaten) im Rahmen von Studienprojekten oder Praktika. Mitarbeiterinnen machen etwas mehr als ein Drittel des Gesamtpersonals aus.

## Soziale Aspekte
An jedem Standort arbeiten Personen aus verschiedenen Mitgliedsländern der Europäischen Union, insbesondere unter den Wissenschaftlern. Ein hohes Gewicht der Angehörigen des Standortlandes ist überall zu verzeichnen, zumal in den technischen und verwalterischen Unterstützungsfunktionen. Hinzu kommen Gastwissenschaftler aus anderen europäischen und außereuropäischen Ländern, wie etwa den USA und Indien. Die Arbeitsumgebung ist daher international.
Englisch als Sprache der Wissenschaft ist dabei die überwiegende Arbeitssprache. Je nach Zusammenstellung der Arbeitsgruppe und der eigenen Sprachfähigkeit kann sich aber auch eine andere Sprache ergeben. Eine starke Stellung nimmt auch die jeweils geografisch lokale Sprache der Anstalten ein.
Das soziale Umfeld gestaltet sich ähnlich wie bei anderen internationalen Einrichtungen, zum Beispiel NATO, oder UNO. Die Integration in die gastgebende Gesellschaft hängt hierbei wie bei allen Einwanderern sehr von den Personen selber ab. An den großen Standorten ist die allgemeine Tendenz, unter Angehörigen eines Landes zu bleiben, zu beobachten, während an den kleineren mitunter verstärkte außerberufliche Aktivitäten untereinander behauptet werden.
Mit Ausnahme Sevillas und Karlsruhes sind die Forschungsanstalten eher in ländlichen Gegenden gelegen, wie für Kernforschungszentren typisch. Auch dies wird unterschiedlich gesehen: Familien genießen es gemeinhin, während Alleinstehende oft auf einstündige Fahrten in die nächste Großstadt angewiesen sind, um ihr gewohntes Freizeitleben weiterführen zu können.
Zumal an den größeren Standorten bestehen kulturelle und sportliche Vereinigungen oder organisierte Ausflüge. In Ispra ist zum Beispiel der VDI-Freundeskreis Italien aktiv.
Bei Eintritt in den Ruhestand findet eine weitere Wanderung statt: zurück in das Herkunftsland oder gen Süden. Zumindest am Standort Ispra scheint es eine nennenswerte Kolonie pensionierter Ehemaliger zu geben.

## Persönlichkeiten und Alumni
Eine Ehemaligenvereinigung wurde ins Leben gerufen, deren Bestand für die ersten Jahre des 21. Jahrhunderts bestätigt ist.

## Geschichte
Die GFS/JRC wurde auf der Basis des Vertrages zur Gründung der Europäischen Atomgemeinschaft (EURATOM) als Gemeinsame Kernforschungsstelle (GKFS) Ende der 50er Jahre gegründet. Die Forschungsanstalten wurden Anfang der 60er Jahre aufgebaut. In Karlsruhe wurde sie neu erbaut in Ergänzung des Kernforschungszentrums Karlsruhe. Die Grundlage für die anderen Anstalten wurde hingegen durch die Übertragung nationaler Kernforschungseinrichtungen auf die EURATOM gelegt.
In der heutigen Zeit mit seinen als selbstverständlich angesehenen Reisen in alle Länder, gut ausgebauten, auch sozialen Infrastrukturen, den weitverfügbaren Kenntnissen über andere Länder und Sprachen sowie großen Distanz zum Zweiten Weltkrieg fällt es naturgemäß schwer, sich in die damaligen Umstände zu versetzen. Es bedurfte mithin starker Anreize, um die gewünschten Spitzenforscher aus anderen Mitgliedsländern zum Umzug zu bewegen, und auf deren Seite eine gehörige Portion Abenteuergeist.
Die Forschungsaktivitäten der GKFS waren bereits im EURATOM-Vertrag festgeschrieben. Die Tätigkeiten der vier Forschungsanstalten waren alle auf ein Ziel ausgerichtet: bessere Reaktortypen zu entwickeln. EURATOM-Mittel waren auch zur Unterstützung von Nuklearforschung in den Mitgliedsstaaten verfügbar, wozu auch industrielle Zusammenarbeit zählte. So ergaben sich für die GKFS vielfältige Gelegenheiten zur Zusammenarbeit auch mit der Industrie, ebenso wie ein reger Austausch mit weltweiten Forschungszentren. Die GKFS hatte eine Referenzrolle inne.
Diese Zeit endete jedoch bereits Ende der 1960er Jahre. Die industrielle und weltweite Zusammenarbeit fand nicht mehr den Anklang aller Mitgliedsländer. Die Krise wurde offenbar, als der Ministerrat sich auf kein neues Arbeitsprogramm nach 1967 einigen konnte.
Die Diskussionen liefen auf eine Diversifizierung in nicht-nukleare Bereiche hinaus. Dies fand seinen Ausdruck auch darin, dass 1971 der Bezug auf die Kernforschung im Namen der GKFS gestrichen wurde, die fortan Gemeinsame Forschungsstelle (GFS) hieß. Die Forschungspolitik der Europäischen Gemeinschaften insgesamt wurde 1974 breiter aufgestellt. Letztendlich wurde für die GFS ein neues Mehrjahresprogramm ab 1974 gültig.
Aufbauend auf den vorhandenen wissenschaftlichen Kompetenzen, wurden die mit der eigentlichen Reaktorentwicklung zusammenhängenden Arbeiten aufgegeben zugunsten von Aktivitäten auf Gebieten wie etwa des Umweltschutzes, zumal der Wirkung chemischer Substanzen und der nuklearen Sicherheit, der Entwicklung satellitengestützter Fernerkundung, der Solarenergie oder neuer Materialien. Auch hierbei handelte es sich überwiegend um Gebiete, die für die Mitgliedsländer neu waren, wie unlängst die Kerntechnik.
Die unterschiedlichen Aktivitäten der GFS hatten kein konkretes gemeinsames Ziel mehr, sondern derer viele, auch wenn sie einem übergeordneten abstrakten Ziel dienten. Die Finanzierungsstruktur wurde ebenfalls komplexer, da nunmehr mehrere Programme zur Verfügung standen, wobei z. T. die Aktivitäten einer Abteilung von mehreren Programmen abgedeckt wurden. Gleichzeitig wurde der Einfluss der Mitgliedsländer durch die Einführung der Vertretung nationaler Ministerien stärker.
Die Eckpfeiler der heutigen Organisation der GFS wurden mithin vor 30 Jahren gesetzt. Die Rolle der GFS in der Politikunterstützung wurde bereits damals sichtbar: Unter anderem führte die Solarenergieforschung etwa 1981 zur größten Testanlage Europas, was bei der Normenentwicklung wesentlich war; Die Umweltforschung erwies sich als instrumental bei der Einführung der europäischen Umweltpolitik zu Beginn der 1980er Jahre.
Die stärkere Unterstützung der Industrie durch öffentliche Forschungsförderung, die Anfang der 80er die Diskussion der Forschungspolitik auch der Gemeinschaften prägte, stellte die GFS erneut in Frage. Die Folge war eine weitere Diversifikation in z. T. eine Vielzahl kleinerer Aktivitäten im Hinblick auf industrielle Anwendungsfelder wie zum Beispiel in der Robotik. Fernerkundung und neue Materialien wurden zu Erfolgen unter den neuen Feldern, in denen auch die Mitgliedsländer stark wurden. Die Rechnertradition fand ihre Fortsetzung in der frühzeitigen Einführung des Internetprotokolls für das interne Netzwerk der Forschungsanstalten, was heute als Intranet bezeichnet wird.
Die starke Zersplitterung, die Ausdehnung der ursprünglich kerntechnisch orientierten Kenntnisse des Personals auf andere Gebiete bei gleichzeitiger Einbindung in einen Verwaltungsrahmen, der eher für Ministerien als für Forschungseinrichtungen geeignet war, hatten jedoch seit den 70er Jahren auch weniger erfolgversprechende Tendenzen zur Folge. Seit Ende der 80er wird unter anderem wieder auf eine betontere Integration der Aktivitäten gesetzt, was auch zur Einführung der institutsbasierten Organisation führte. Hinzu kam eine vermehrt sichtbare Ausrichtung auf praktische Politikunterstützung.
Die Einbindung der Lehre in die Forschung der G(K)FS hat ebenfalls eine gewisse Geschichte. Der EURATOM-Vertrag sah zwar die Gründung einer Einrichtung auf universitärer Ebene vor, was aber nie durchgeführt wurde. Eine Facharbeiterausbildung hingegen wurde zumindest an der Forschungsanstalt Ispra eingerichtet, um vor allem den Bedarf für Aufbau und Betrieb der Reaktoranlagen decken zu können, wovon allerdings auch die Unternehmen der umgebenden Region profitierten. Die Ausbildung wurde zu Beginn der 90er Jahre eingestellt. Im Bereich des Umweltmanagements führte in der zweiten Hälfte der 1990er Jahre eine institutionalisierte Zusammenarbeit zu einem Masterstudiengang, an dem unter anderem die Universität Trier und die Universität Kaiserslautern teilnahmen.
Die Arbeit der GFS wird regelmäßig begutachtet. Besonders zu erwähnen sind die wissenschaftliche Begutachtung von 1999 sowie das Gutachten von 2003 über die Forschung der vorausgegangenen fünf Jahre.